# 西浦宏幸
西浦 宏幸（にしうら ひろゆき、1953年 - ）は、日本の数理科学者・物理学者。大阪工業大学名誉教授。理学博士（大阪大学）。日本物理学会第12回素粒子メダル受賞者。
専門は、数理科学・素粒子物理学、プログラミング（特にC・C++）。

## 略歴
1976年大阪大学理学部物理学科卒業。1981年同大学大学院理学研究科博士課程物理学専攻単位取得満期退学、理学博士（大阪大学）。素粒子奨学会奨学生（京都大学基礎物理学研究所）、日本学術振興会奨励研究員、ジョンズ・ホプキンズ大学(JHU)研究員などを経て、1991年大阪工業大学に着任。同大学短期大学部教授を経て、2005年情報科学部情報科学科（現：情報知能学科）教授。2007年同学部コンピュータ科学科教授、2019年情報知能学科教授。2020年大阪工業大学名誉教授。
大阪工業大学にて約30年の長きに渡り教鞭を執り、特に情報科学部（情報科学科・コンピュータ科学科・情報知能学科）で数理科学の研究育成に貢献した。
主な所属学会は、アメリカ物理学会(APS)、日本物理学会。主な受賞は、日本物理学会第12回素粒子メダル受賞(2012)「マヨラナニュートリノのCP位相に関する研究」。

## 主な著書
- C入門（共著、共立出版1997、学術書）
- C++入門（共著、共立出版1997、学術書）
- 入門 工系の力学（共著、共立出版1999、学術書）
- 入門 工系の電磁気学（共著、共立出版2010、学術書）
- 大学新入生のための力学（共著、共立出版2013、学術書）

## 主な研究
- マヨラナニュートリノのCP位相に関する研究[4]
- ミュー粒子崩壊とMajoranaニュートリノⅡ
- クォーク・レプトンの統一的質量行列の研究
- 新ユカワオン模型とその諸問題[5] - 小出の質量公式を発見した小出義夫との共同研究
- 二重シーソータイプのニュートリノ質量行列模型
- ダブルベータ崩壊に及ぼす原子核の広がりの効果